# Quadrophenia
Quadrophenia és una pel·lícula britànica de 1979 basada en l'òpera rock de 1973 Quadrophenia. El repartiment està format per Phil Daniels interpretant el paper protagonista d'un mod anomenat Jimmy. Apareixen també Toyah Willcox, Mark Wingett, Leslie Ash, Ray Winstone, Timothy Spall, Phil Davis, Michael Elphick, Kate Williams, Sting, Gary Shail i John Altman. Fou l'òpera prima del director Franc Roddam. Ha estat doblada al català
El 2004 la revista Total Film va catalogar la pel·lícula com la trenta-cinquena millor pel·lícula britànica de tots els temps.

## Argument
Any 1964 a Londres:  Jimmy pertany a una banda de mods, joves impecables que es mouen en els seus scooters italians Vespa o Lambretta i escolten música Mod. Les seves disputes amb els rockers —que vesteixen de cuir, porten grans motocicletes i escolten rock and roll—, són contínues. Fart dels seus pares i d'un treball sense futur en una empresa de publicitat, Jimmy només troba una via de fuita als seus problemes al costat dels seus amics de la banda: Dave, Chalky i Spider. A això cal sumar que un dels suposats rivals rockers és el seu vell amic de la infància, Kevin (Ray Winstone). Un pont de tres dies proporciona a tots dos bàndols l'excusa per lliurar una violenta batalla a la ciutat costanera de Brighton.
Però quan Jimmy és arrestat durant els disturbis de Brighton, la seva vida comença un pendent costa avall. És multat, expulsat de casa seva per la seva mare després de trobar-hi una borsa de "blaves" (anfetamines). S'acomiada del treball, balafia la seva quitança a comprar "blaves", descobreix que el seu amor, Steph, ja no està interessada en ell i que ara està amb el seu millor amic, Dave, la qual cosa el porta a una baralla, destrossa la seva Lambretta en un accident. De tornada a Brighton, intentant recuperar el passat, descobreix que el seu ídol, "As d'Ors", no és en realitat més que el botons d'un hotel. Li roba la Vespa i la llança al precipici, on trobarà una destinació incerta.
La pel·lícula és un reflex de la Gran Bretanya protopunk pre-thatcheriana, descrivint el narcisisme alimentat amb anfetamines de la joventut britànica durant la dècada de 1960. Un altre motiu predominant de la pel·lícula són les batalles campals entre mods i rockers que, en la vida real, es van succeir en diverses localitats costaneres al llarg de l'estiu de 1964.

## Banda sonora
La música de la banda sonora de la pel·lícula Quadrophenia va ser originalment anomenada com Polydor 2635 037 el dia 6 d'octubre de 1979. Va arribar a la posició número 26 de les llistes del Regne Unit. Llançada als Estats Units com Polydor PDP-6235 el 6 d'octubre de 1979, va arribar a la posició número 46 de la llista de Billboard.
1. The Who - "I Am the Sea"
2. The Who - "The Real Me"
3. The Who - "I'm One"
4. The Who - "5:15"
5. The Who - "Love Reign O'er Me"
6. The Who - "Bell Boy"
7. The Who - "I've Had Enough"
8. The Who - "Helpless Dancer"
9. The Who - "Doctor Jimmy"
10. The High Numbers - "Zoot Suit"
11. Cross Section - "Hi Heel Sneakers"
12. The Who - "Get Out and Stay Out"
13. The Who - "Four Faces"
14. The Who - "Joker James"
15. The Who - "The Punk And the Godfather"
16. James Brown - "Night Train"
17. The Kingsmen - "Louie Louie"
18. Booker T. & the MG's - "Green Onions"
19. The Cascades - "Rhythm of the Rain"
20. The Chiffons - "He's So Fine"
21. The Ronettes - "Be My Baby"
22. The Crystals - "Da Doo Ron Ron"
23. The High Numbers - "I'm the Face"

## Diferències amb l'original
La pel·lícula no desenvolupa l'aspecte de la personalitat dividida en quatre de l'àlbum original, centrant-se més en la subtrama de les baralles entre mods i rockers.